# Leste Goiano
Leste Goiano è una mesoregione dello Stato del Goiás in Brasile.

## Microregioni
È suddivisa in due microregiokskskeekrlqocoani:
- Vão do Paranã
- Entorno do Distrito Federal